# معركة وادي لية
قالب:مقالة غير مراجعة وبلا مصادر حقيقية
| \| التاريخ \| \| يوم الخميس غرة محرم ١٢٥٢/١/٩هـ \| 7 مايو 1835 \| \| الموقع \| \| وادي ليّة الطائف المملكة العربية السعودية \| \| \| النتيجة \| \| انتصار عليان وبني عمرو وهزيمة الشريف \| \| |                                         |                                          |             |
| المتحاربون |                                         |                                          |             |
| شمران وبني عمرو | الشريف محمد بن عبدالمعين بن عون العبدلي |                                          |             |
| الجرحى والقتلى |                                         |                                          |             |
| غير معلوم | غير معلوم                               |                                          |             |
| تعديل مصدري - تعديل |                                         |                                          |             |
| التاريخ |                                         | يوم الخميس غرة محرم ١٢٥٢/١/٩هـ           | 7 مايو 1835 |
| الموقع |                                         | وادي ليّة الطائف المملكة العربية السعودية |             |
| النتيجة |                                         | انتصار عليان وبني عمرو وهزيمة الشريف     |             |

في شهر ذي الحجة من عام 1251هـ عاد بن دوشه من الحج وكان متجهًا إلى شمران قرن بن ساهر( بن مذحج)ومر بوادي ليّة جنوب الطائف حيث تتواجد مزرعة الشريف أحد أمراء الحجاز ونسبه: محمد بن عبدالمعين بن عون بن محسن (شريف حسني)
وقد أجبر الشريف ، ابن دوشه على تزويجه بإبنته ذات الجمال وذهب بن دوشه لأخواله من بني عمرو في قرية العاسرة من قبيلة عضيدات بن محمد بن تميم ، أبناء عمرو بن ربيعة بن الأواس بن الحجر بن الهنوء بن الأزد
وأعلنوا نصرته

## أَسْبَابُ المَعْرَكَة
كان ابن دوشه عائداً الى دياره مع ابنته التي اشتهرت بجمالها.
إذ بحراس وموالي حاكم الطائف وأحد أمراء الحجاز الشريف محمد بن عبدالمعين بن عون بن محسن (شريف حسني) في مزرعته في وادي ليّة يشاهدون الشيخ بن دوشة ومعه ابنته ، وقد رأوا من جمالها وقوامها ما أبهرهم ، فهرع الموالي إلى سيدهم يخبرونه ويصفون له ماشاهدوا من جمال الفتاة مما أثرى أن الموصوفة لا تساويها امرأة..
فأصدر الشريف أمره على بعض جنده أن يستدعون بن دوشه لمقابلته ولكن بن دوشه قال: من له بنا حاجة فليأتينا.. أكمل سيره وذهب الجُند إلى الحاكم وأخبروه فركب في كوكبة من الخيل والفرسان حتى وقف عند بن دوشه ، فسلم عليه ، ورحب به ، وبعد التعارف دعاه الشريف لتناول طعام الغداء وأن من عادة العرب إكرام الضيف وابن السبيل وألح إلى أن قبل بن دوشه بعد اطمأنانه من قصد ونية الشريف وبعد الغداء ، قام الحاكم وطلب من ابن دوشه عقد النكاح على ابنته فأجاب ابن دوشه قائلًا: إنها مخطوبة لابن عمها وقد حجر عليها ، وأخذ يبدي الأعذار والحجج يبتغي الخلاص والسلامة ، ولكن الحاكم رفض وأصرّ على أن يتزوج بها ، وهم تحت الهيمنة والتهديد المسلح من الحاكم لرجل أعزل ، يسمع ويرى بين مكذب ومصدق فأراد بن دوشه الخروج بحيلة من ظلم هذا الظالم
فطلب من الحاكم إمهاله والسماح له بالسفر ومعه ابنته إلى قومه لأخذ رأيهم ثم الحضور إليه في وادي ليّة لإقامة الفرح فقال له الحاكم ( أما أنت سافر فلا بأس ، وأما البنت فلا ) ستبقى معنا حتى عودتكم وأعاهدك أن لا أمسها بسوء حتى تعود وأنا عند وعدي ، وضرب له موعدًا يجتمعون فيه إن اخلفه والد الفتاة فإنها تكون زوجة للحاكم دون وليها وكان شهرًا واحدًا ، وأخذ بن دوشه يتظاهر بالرضى خوفًا على ابنته.
لكن ابن دوشة قام بأخذ العهد عليه أن لا يتزوج بها حتى يجلب أهلها فوافق الشريف وبقيت ابنة ابن دوشة في قصر الشريف لمدة شهر وهي محصنة شريفة و تثق بنصرة أبيها واهلها لها
وعاد ابن دوشة واستفزع بخواله من بني عمرو -وكذلك ربعه قرن بن ساهر شمران التي هبت لمساعدته ونصرته.
وكانت كل القبايل تدعي ان بينها وبين قبائل اخرى عداوات ولا يريدون الخوض في حرب مع الشريف.
استقبلوه ربعه أفضل إستقبال ووعدوه بالنصر بعدما أخبرهم بمشكلته، مع ان شيخ الشريف كان هائل مقارنة بتعداد المحاربين إلا إنهم استعدوا وأخبروه إنهم جاهزين.
اجتمع فرسان شمران و فرسان بني عمرو و هجموا على قصر الشريف في وادي لية في معركته الشهيرة (وادي لية) و أحرقوا القصر بعد ان لاذ الشريف بالفرار و أخذوا ابنة ابن دوشة محصنة و انشدوا فيها قصائد لازالت تغنى لعصرنا الحالي

## سير المعركة ونتيجتها
ذهب لبني عمرو وقدّم له خاله العشاء وأكرمه ثم بعثه ليلاً إلى أمير قبائل بني عمرو حينئذ الأمير حسن بن سلطان بن مناع في قرية لزمه وأنبأه بالنبأ وفي ساعات السحر ، أستقبله الشيخ حسن بن سلطان ، ثم أكرمه ورسم له خطة يدخل بها سوق قبائل بني عمرو في يومه المعروف وهو الثلاثاء ليجتمعوا .
أرشده بن مناع أن يعقد في عمامته خمسة عقد وقد قام بعقد طرفيّ العمامة كل طرف عقدتين ، ثم جمعهما في عقدة واحدة ، كما أرشده الأمير حسن بن سلطان بن مناع . وصل الشيخ بن دوشه إلى السوق ، وصعد على أعلى مرتفع فيه ، وكان ملثما ومقنعا حتى لا يعرفه أحد ،ثم نادى مهللا ، ومكبرا ، وهو يقول : ( لا إله إلا الله محمد رسول الله) وأخذ يكررها حتى هدأ السوق وجلس الناس لسماع ما سيقول ،وصوبوا إليه أنظارهم
وقال: ( يا بني عمرو يا أخوالٍ في النسب ، ويا ناصرين المظلوم ومخرجينه من النشب ، جيتكم يا حلالة العقد ، فكوا هذي العقد ).
ثم صعد إليه بن مناع ، وكأنه لا يعرفه ، وصعد معه شيخ كل قبيلة من بني عمرو، فأستشارهم الشيخ ابن مناع في الأمر فقالوا أقدم وحن معك نوفيك ، فقال ابن مناع: قوموا وكل مقدم قبيلة يفك عقدة ، ثم أقوم أنا وأفتك اللثام عن وجهه لمعرفته.
ثم أصطف الأمير وشيوخ القبائل معه والمنادي وسطهم ، ثم أماط اللثام عنه ، فعرفه الناس ، وأعلن ما حل به أمامهم ، وبعد سماع قوله ،أمروا به إلى بيت أحد المجاورين للسوق ليقوم بضيافته ، اجتمعوا في المنزل واتفقوا على نصرته .
ثم أعلن الأمير ابن مناع ومشائخ القبائل ونوابهم يحيطون به، قائلا:
اسمعوا يا سماعة الكلام ، اشتورنا وأجمعنا رأينا على أننا نزبن دخيلنا ، وننصره ، وما عاد هناك من عذر لنا بعد أن كشفنا لثامه ، وفكينا العقد من عمامته ، ثم قالوا الحضور في السوق من بني عمرو وفرسانهم حن معكم موفين ، وحن معكم في بر ولا بحر .
- وبينما ابن دوشه يتناول طعام الغداء ، إذ ببني عمرو ، يعلنون نصرته والسير معه إلى ليه لفك الأسيرة (الذهيبة) ، وأنتدبوا من كل قبيلة خمسين فارس مبندق -معه عدته وعتاده- ، وتواعدوا على أن يكون مكان اجتماعهم بين جبليّ الضورين صباح يوم الخميس : 4/1/ 1252هـالموافق : 18 ابريل عام 1836م ، وفي هذا الإجتماع وإعلان النصرة يقول
شاعر عضيدات سعيد بن ذياب يصف ذلك الموقف:
لنا من الليل همتنا ونور الشمس لبس اردان
فللطيّب سلا الخاطر وللظالم بلاً بالي
على مامر مالدنيا وما قفّت به الأزمان
لنا في صفحة التاريخ مجدٍ يشرح البالي
غادر بن دوشه إلى قبيلته شمران فأخبرهم بما وعده به أخواله بني عمرو 
وكانوا يمشون في الليل ويركنون في النهار حتى وصلوا فرسان بني عمرو فجر يوم الثلاثاء ١٢٥٢/٤/٩هـ قرية ليّة العليا حيث يسكن الشريف
قسم بن مناع القوة إلى قسمين قسم يقتحم القصر باليل وقسم يبقى في الوادي ليحاصر القرية قربوا من أسوار القصر وألقوا الحبال على الجدران ويتسلق بعضهم على أكتاف بعض جدارًا يبلغ طوله خمسة عشر مترًا ودخلوا مما يلي الأكمة السوداء الواقعة في شرق القصر ودخلت بواقي الفرقة إلى داخل القصر وقتلوا ثلاثة من العسكر والمولى دلهم على موقع الفتاة وقامت والدة الفتاة بفحصها وتأكدت من أنها سالمة وأشهر الشريف سيفه إلا به الفرسان وقالوا بما أنك اوفيت بوعدك ولو كانت فعلتك خسيسة فأنت ذا اليوم الله منعك ثم عند خروجهم من القصر صاح العسكر :عدو ، عدو ، عدو ، فتبادلوا إطلاق النار ثم اختبأوا العسكر بالمنازل وخرج فرسان شمران و بني عمرو من القصر فقامت القوة المرابطة خارج القصر بإضرام النيران في المزارع والحصون ونتج عنه احتراق القرية بمن فيها والحصون والمزارع وسارو شمران وبني عمرو وقد غنموا ، خيولهم ، وإبلهم ، وغنمهم ، وأبقارهم ، وبنادقهم ،

## خطة الهجوم
في فجر يوم الثلاثاء : 9/1/1252 هـ الموافق : 23/ 4/1836م ، وصلت القوة إلى قرية لية العليا حيث يسكن من فيها من الشريف ،
وعلى مقربة من مشارف قصر الشريف ، قسم بن مناع القوة إلى قسمين ، قسم يبقى في الوادي لمحاصرة القرية ، ويمنع دخول أي قادم من خارجها ، وقسم أصطحبه الشيخ حسن ، وهجموا على قصر الشريف ، وكان عدد القوة المهاجمة (مائة وخمسون رجلا).
ولما أحاطوا بالقصر:
قسم الشيخ القوة إلى ثلاثة أقسام ،
خمسون رجلا يحيطون بأسوار القرية ، ويصعدون الحصون لية ، وخمسون رجلا ، يحكمون الطوق على القصر ، وخمسون يقتحمون جدار القصر الذي يبلغ ارتفاعه خمسة عشر مترا ، على أكتاف بعضهم البعض .
أقتحمت فرقة الإقتحام القصر مما يلي الأكمة السوداء الواقعة في شرق القصر ، ونزلوا داخل القصر واشتبكوا مع حراسه ، وكان عدد الحراس ثلاثة من العسكريين وأحد الموالي .

## احداث المعركة
فأما العسكريين فقتلوا ، وأما المولى فأمسك المقتحمون به ، وفتحوا باب القصر ، ودخلت بواقي الفرقة المقتحمة إلى جوف القصر ، وتقدم المهاجمون ومعهم المولى يدلهم على حجرة الشريف التي بات فيها ليلته تلك ،
طرق المهاجمون على الشريف باب حجرته ، فخرج في حالة ذعر وهلع ، وهو يسب المولى والحراس ، يظنهم هم لوحدهم ، وأشهر سيفه في وجوه المهاجمون وهو يسب ويشتم ، فرد عليه الحارس قائلا : ((مهلا عليك وانظر فنظر فإذا المهاجمون وقد شهروا في وجهه اسلحتهم المختلفة من بنادق ، ورماح ، وسيوف ، وجنابي وهم يقولون : حن فرسان الارب ، وين البنت ياظالم وهو ، وهو يقول أنا على عهدي معكم والله يشهد ،
و سلمهم البنت بعد فحصها من أمها
عند ذلك قال له العربان: بما أنك على وعدك وإن كنت مجرما ، فحنا مابنبور فيك.
فردت الفرقة التي ترابط في الحصون عليهم ، فهرعوا وأحتموا بالمنازل ، وقام الذين في الوادي وأضرموا النيران في المزارع ، وبقيت القوة التي كانت ترابط على بعد ستمائة متر أو أكثر ، وهجمت على حصون ومنازل قرى لية لينقذوا أخوانهم ثم أحرقوا القرية بمن فيها .
عاد شمران وبنو عمرو وقد أستظافهم في طريق عودتهم جميع القبائل خصوصا الازديه ورفعت لهم الرايات البيضاء من أسواق غامد سوق احد رغدان و سبت غشمر بني ظبيان وسبت بلجرشي وسوق قذانه والحميد ، ثم خثعم ، ثم الى ديارهم شمران، ثم وصلوا بها إلى قرن بن ساهر فأستقبلتهم قبيلة شمران استقبالا حافلا ، وأقامت لهم حفلا كبيرا لم يسبق له مثيل ، ولما كان عددهم كبيرا ، ولم تتسع له أماكن القرية ، أقاموا العرضات و الحفل في : (الحديقة المعروفة بحائط ال مقدح) وهي من أملاك أسرة ال ساهر